# Gábor Zsiborás
Gábor Zsiborás (Budapest, 12 novembre 1957 – Budapest, 7 settembre 1993) è stato un calciatore ungherese, di ruolo portiere.

## Biografia
Durante un allenamento con la nazionale si accasciò in campo e morì pochi giorni dopo.

## Palmarès

### Club

#### Competizioni nazionali
- Campionato ungherese: 1

Ferencvaros: 1980-1981
- Coppa d'Ungheria: 1

Ferencvaros: 1977-1978

#### Competizioni internazionali
- Coppa Piano Karl Rappan: 1

Ferencvaros: 1978